# La Chaise du Diable
La chaise du diable est un site d'escalade français privé situé à Penquesten, sur la commune de Inzinzac-Lochrist, dans le département du Morbihan.

## Généralités

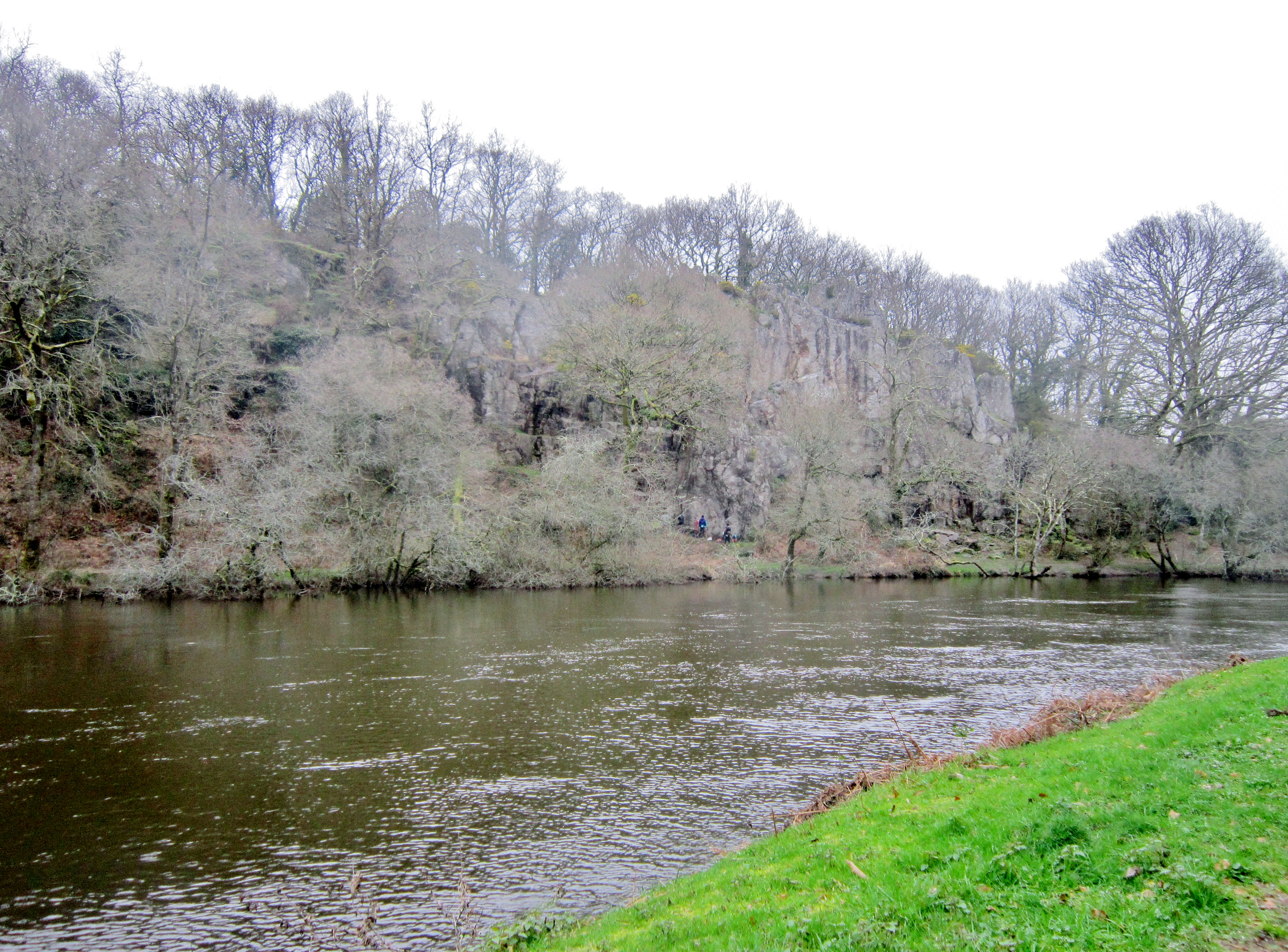
Les falaises de la Chaise du Diable en Inzinzac-Lochrist sur la rive droite du Blavet.

Le nombre de voies équipées est de 36 classés. Les voies sont classés de la difficulté 3a à 7b+ et leur hauteur varie de 6 à 20 mètres.

## Secteurs

### Secteur bloc
Premier secteur rencontré lorsque l'on arrive sur la berge du Blavet.
Partie droite
| Nom       | Cotation | Remarques sur la voie | Remarques locatives                                              |
| --------- | -------- | --------------------- | ---------------------------------------------------------------- |
| Rikiki    | 6a+      | Prises douloureuses.  | X                                                                |
| Coin Coin | 6a       | X                     | X                                                                |
| Sieste    | 5b       | X                     | « Sieste » se termine plus haut que « Rikiki » et « Coin Coin ». |
| Emmaüs    | 5c       | X                     | « Emmaüs » se termine plus haut que « Rikiki » et « Coin Coin ». |

Partie centrale
| Nom      | Cotation | Remarques sur la voie | Remarques locatives        |
| -------- | -------- | --------------------- | -------------------------- |
| Emmaüs   | 5c       | X                     | X                          |
| BSE      | 5b       | X                     | X                          |
| Claudius | 5b       | X                     | X                          |
| Oh Gaby  | 6a+      | Non équipée en tête.  | Voie située sur la gauche. |
| Xav      | 6a+      | Non équipée en tête.  | Voie située sur la gauche. |

Partie gauche
| Nom          | Cotation | Remarques sur la voie                                                      | Remarques locatives        |
| ------------ | -------- | -------------------------------------------------------------------------- | -------------------------- |
| Oh Gaby      | 6a+      | Non équipée en tête.                                                       | Voie située sur la gauche. |
| Xav          | 6a+      | Non équipée en tête.                                                       | Voie située sur la gauche. |
| Patate       | 3+       | X                                                                          | X                          |
| Grêle        | 4        | X                                                                          | X                          |
| 51           | 5b+      | X                                                                          | X                          |
| Tant Dinites | 5a       | Cotation avec un pas de 6b+, si on grimpe à gauche de la ligne des points. | X                          |

### Secteur grande face

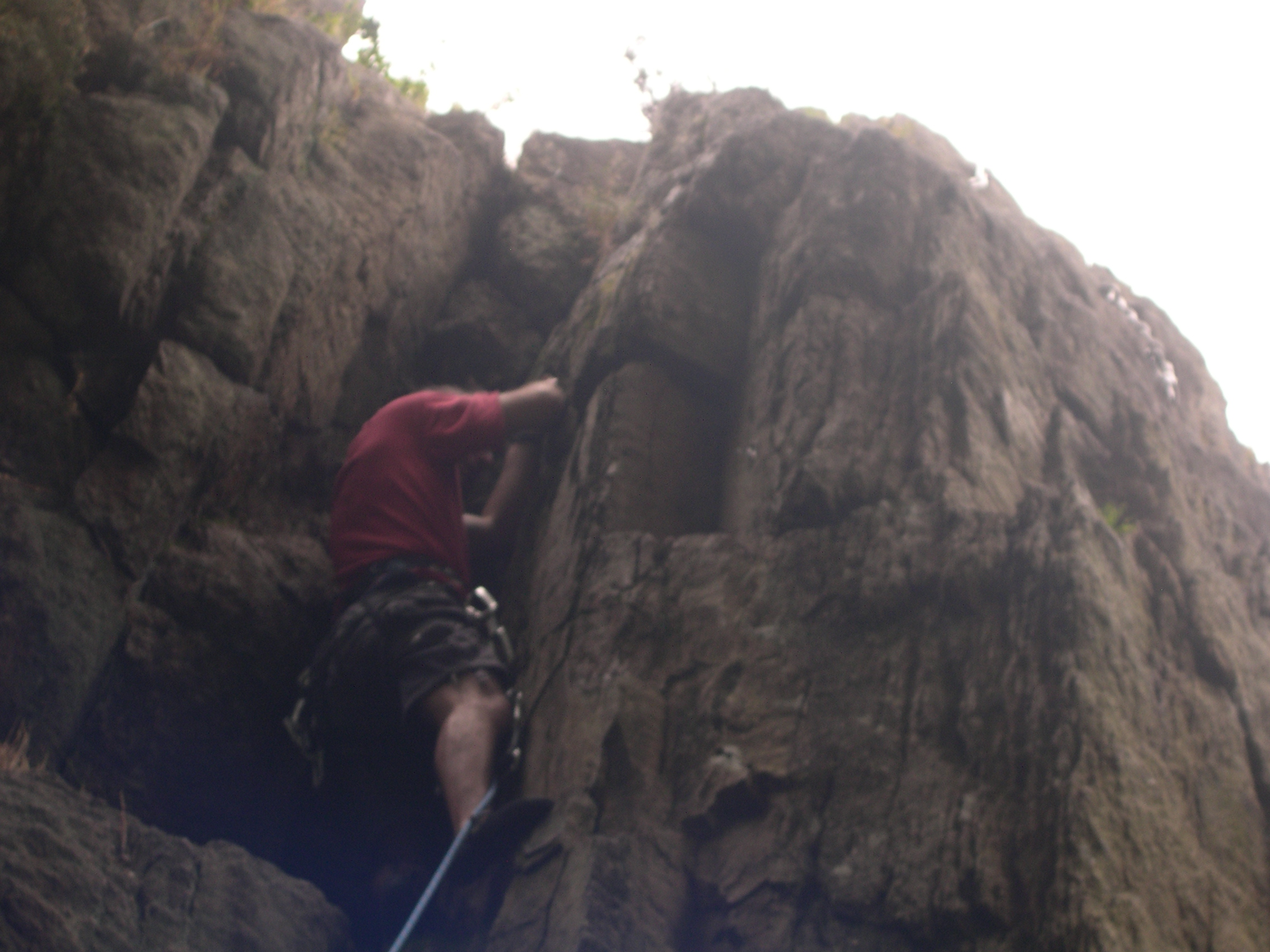
Un grimpeur dans le Secteur Grande Face

Secteur situé au milieu du site.
Partie droite
| Nom                 | Cotation | Remarques sur la voie | Remarques locatives |
| ------------------- | -------- | --------------------- | ------------------- |
| Le Prèz             | 3+       | X                     | X                   |
| JB le vieux campeur | 5b       | X                     | X                   |
| 964 RS              | 6b       | Dur départ.           | X                   |
| Le lundi            | 5a       | X                     | X                   |
| Daonet              | 5b       | X                     | X                   |
| Zebulon             | 5b+      | X                     | X                   |
| Diabolique          | 5c+      | X                     | X                   |

Partie centrale
| Nom             | Cotation | Remarques sur la voie                              | Remarques locatives |
| --------------- | -------- | -------------------------------------------------- | ------------------- |
| Diabolique      | 5c+      | X                                                  | X                   |
| Emma robe rouge | 6c       | X                                                  | X                   |
| Bagalusa boogie | 7a       | X                                                  | X                   |
| Déverdur        | 7a+      | 7a+, avant la vire et 6b+, après la vire.          | X                   |
| Futur           | 6c       | Le pas de 6c est en haut.                          | X                   |
| Plaisir         | 3        | X                                                  | X                   |
| l'Y             | 6a       | 6a, si sortie à gauche, et 6b, si sortie à droite. | X                   |
| Les touffes     | 7b+      | X                                                  | X                   |

Partie gauche
| Nom         | Cotation | Remarques sur la voie | Remarques locatives |
| ----------- | -------- | --------------------- | ------------------- |
| Les touffes | 7b+      | X                     | X                   |
| Merlu       | 3        | X                     | X                   |
| Tupilak     | 3        | X                     | X                   |
| Momo        | 3        | X                     | X                   |

### Secteur classé X
Secteur situé au fond du site.
Partie droite
| Nom           | Cotation | Remarques sur la voie | Remarques locatives |
| ------------- | -------- | --------------------- | ------------------- |
| Désolé JE     | 5b       | X                     | X                   |
| La razoir     | 6c       | X                     | X                   |
| La limace     | 6b       | X                     | X                   |
| Classé X      | 6a       | X                     | X                   |
| Quentinus Ier | 5b       | X                     | X                   |

Partie gauche
| Nom         | Cotation | Remarques sur la voie                         | Remarques locatives   |
| ----------- | -------- | --------------------------------------------- | --------------------- |
| La cheminée | 4a       | X                                             | X                     |
| Bigorneaux  | 6a       | Un pas de 6a.                                 | X                     |
| Gros ver    | 6a       | Un pas de 6b                                  | X                     |
| Phoenix     | 4c       | Relais non chaîné ; 4c avec le bord, 5a sans. | Voie située à gauche. |